# Indocalamus youxiuensis
Indocalamus youxiuensis là một loài thực vật có hoa trong họ Hòa thảo. Loài này được T.P.Yi mô tả khoa học đầu tiên năm 1992.